# Дастон, Лоррейн
Лоррейн Дастон (англ. Lorraine Daston; род. 9 июня 1951, Ист-Лансинг, Мичиган) — американский историк науки. Доктор философии (1979), директор Института истории науки Общества Макса Планка в Берлине (с 1995). Член Леопольдины (2002) и Американского философского общества (2017), член-корреспондент Британской академии (2010).

## Биография
Училась в Гарварде и Кембридже и в первом в 1979 году получила степень доктора философии по истории науки. С тех пор преподавала в Гарвардском, Принстонском, Брандейском, Гёттингенском и Чикагском университетах, а с 1995 года директор Института истории науки Общества Макса Планка. Также является приглашенным профессором в Комитете по социальной мысли (Committee on Social Thought) в Чикагском университете и почетным профессором истории науки в Берлинском университете имени Гумбольдта. Являлась приглашенным профессором в Париже и Вене и читала лекции Исайя Берлин в Оксфордском университете (1999), Западные лекции в Стэнфордском университете (2005) и лекции Таннера в Гарвардском университете (2002). Член Американской академии искусств и наук (1993) и Берлин-Бранденбургской академии наук. Член редколлегии журнала Critical Inquiry.
Замужем за Гердом Гигеренцером.
В истории науки Дастон сосредотачивается на идеалах и практиках рациональности. Её работа сосредоточена на эпистемологических и онтологических категориях (таких как научный объект, объективность, демонстрация и наблюдение), которые формируют научные исследования и их стандарты. Лоррейн Дастон опубликовала множество тем в истории науки, например, по истории вероятности и статистики, проблеме чудес в ранних современных науках, появлению научного факта, научным моделям, объектам научного исследования, моральному авторитету природы и истории научной объективности.

## Награды
- 1999: Pfizer Award[англ.]
- 2009: Pour le Mérite[6]
- 2010: Большой Крест со звездой ордена «За заслуги перед ФРГ»[7]
- 2011: Nicolai Rubinstein lecture[8]
- 2012: Медаль Джорджа Сартона[нем.], Общество историков науки[9]
- 2012: Премия Шеллинга[нем.] Баварской академии наук[10]
- 2014: Медаль Лихтенберга (Lichtenberg Medal[англ.])
- 2014: Премия Билефельда
- 2016: Орден Максимилиана «За достижения в науке и искусстве» (Бавария)
- 2018: Премия Дэна Дэвида
- 2019: Австрийский почётный знак «За науку и искусство»[11]
- 2020: Премия Хейнекена
- Gerda Henkel Preis (2020)
- Премия Бальцана (2024)

## Публикации
- совместно с Катариной Парк Wonders and the order of nature. 1150—1750. Zone Books, New York NY 1998
  - Немецкое издание: Wunder und die Ordnung der Natur 1150—1750. Eichborn, Berlin 2002, ISBN 3-8218-1633-3
- совместно с Петером Галисоном Objectivity. Zone Books, New York NY 2007, ISBN 978-1-890951-78-8
  - Немецкое издание: Objektivität. Suhrkamp, Frankfurt am Main 2007, ISBN 978-3-518-58486-6
  - Русское издание: Дастон Л., Галисон П. Объективность. / Пер. с англ. Т. Вархотов, С. Гавриленко, А. Писарев. — М.: Новое Литературное обозрение, 2018. — 584 с. — ISBN 978-5-4448-0932-7
- совместно с Паулем Эриксоном How Reason Almost Lost Its Mind. The Strange Career of Cold War Rationality. — Chicago: University of Chicago Press, 2013. — ISBN 978-0-226-04663-1
- Eine kurze Geschichte der wissenschaftlichen Aufmerksamkeit. 2001
- Wunder, Beweise und Tatsachen: zur Geschichte der Rationalität. 2001

Как издатель
- с Греггом Митманом Thinking with animals. New perspectives on anthropomorphism. Columbia University Press, New York NY 2005, ISBN 0-231-13038-4
- с Катариной Парк Early modern science (=The Cambridge history of science. Band 3.) Cambridge University Press, Cambridge 2006, ISBN 0-521-57244-4
- с Кристофером Энгелем Is there value in inconsistency? (=Common Goods. Band 15.) Nomos, Baden-Baden 2006, ISBN 3-8329-2143-5
- с Элизабет Лунбек Histories of Scientific Observation. University of Chicago Press, Chicago IL 2011, ISBN 978-0-226-13678-3